# Mehmet Akif Alakurt
Mehmet Âkif Alakurt (Estambul, 23 de julio de 1979) es un actor y modelo turco.

## Biografía
Nació el 23 de julio de 1979 en Estambul, Turquía. Es hijo de una familia muy conservadora. En la infancia soñó en convertirse en piloto.
En 1998, entró en el mundo de la moda por la agencia Neşe Erberk. En 2001 obtiene los títulos de " Best Model of Turkey" y "Best Model of The World". Fue el primer modelo de origen turco en trabajar para Lacoste.
En 2002, protagonizó su primera serie, Kirik Ayna como Ali Kirman. En el año 2005 participó en la serie Zeytin Dali como Kenan, junto a Bergüzar Korel. En 2006 actúa en la serie Haci como Ahmet Gesili, junto a Tuncel Kurtiz. 
En 2006 alcanzó popularidad al protagonizar la serie Sila, compartiendo el protagonismo junto a Cansu Dere.
En 2008, participó en la serie Adanali. En 2011, luego de pasar un tiempo alejado de las pantallas, Mehmet Akif protagonizó la serie, Reis.
En 2013 trabaja en la serie de televisión Fatih, serie basada en la vida del sultán Mehmed II.

## Filmografía

### Televisión
| Año       | Título      | Personaje     |
| --------- | ----------- | ------------- |
| 2003      | Kirik Ayna  | Ali Kirman    |
| 2004      | Metro Palas | Ural          |
| 2005      | Zeytin Dali | Kenan         |
| 2006      | Haci        | Ahmet Gesili  |
| 2006-2008 | Sıla        | Boran Genco   |
| 2008-2010 | Adanalı     | Maraz Ali     |
| 2011      | Reis        | Murat Reis    |
| 2013      | Fatih       | Sultán Mehmed |